# Cartington
Cartington est une ancienne paroisse civile et un village du Northumberland, en Angleterre.